# When the Sun Goes Down (bài hát của Arctic Monkeys)
"When the Sun Goes Down" là một bài hát của ban nhạc indie rock Anh Arctic Monkeys. Nó được phát hành vào 16 tháng 1 năm 2006 như đĩa đơn thứ hai từ album đầu tay của họ, Whatever People Say I Am, That's What I'm Not. Nó theo sau đĩa đơn đầu tay "I Bet You Look Good on the Dancefloor" đạt vị trí số 1 trên UK Singles Chart.
Bài hát nói về tệ nạn mại dâm tại hạt Neepsend của Sheffield. Ban đầu được gọi là "Scummy", nhưng nhanh chóng được sửa thành chỉ đơn giản là "Sun Goes Down", nhưng tên đầy đủ đã được xác nhận trên trang web của Arctic Monkeys.

## Video âm nhạc
Video âm nhạc cho bài hát được đạo diễn bởi Paul Fraser và công chiếu trên MTV2 ngày 21 tháng 12 năm 2005.Vai chính là Lauren Socha và Stephen Graham. Video được sử dụng cảnh quay từ một bộ phim dài hơn, Scummy Man, sử dụng cùng một diễn viên người đã xuất hiện trong video âm nhạc để kể câu chuyện của 'Nina', cô gái không tên trong video.

## Danh sách bài hát
Tất cả lời bài hát được viết bởi Alex Turner; tất cả nhạc phẩm được soạn bởi Arctic Monkeys.
| CD single | CD single                | CD single  |
| STT       | Nhan đề                  | Thời lượng |
| --------- | ------------------------ | ---------- |
| 1.        | "When the Sun Goes Down" | 3:20       |
| 2.        | "Stickin' to the Floor"  | 1:18       |
| 3.        | "7"                      | 2:10       |

| 7" single | 7" single                | 7" single  |
| STT       | Nhan đề                  | Thời lượng |
| --------- | ------------------------ | ---------- |
| 1.        | "When the Sun Goes Down" | 3:20       |
| 2.        | "Settle for a Draw"      | 3:19       |

| US 10" single | US 10" single            | US 10" single |
| STT           | Nhan đề                  | Thời lượng    |
| ------------- | ------------------------ | ------------- |
| 1.            | "When the Sun Goes Down" | 3:20          |
| 2.            | "Stickin' to the Floor"  | 1:18          |
| 3.            | "Settle for a Draw"      | 3:19          |
| 4.            | "7"                      | 2:10          |

## Bảng xếp hạng
| BXH (2006)                                      | Vị trí cao nhất |
| ----------------------------------------------- | --------------- |
| Úc (ARIA)                                       | 26              |
| Trường songid là BẮT BUỘC CHO BẢNG XẾP HẠNG ĐỨC | 89              |
| Bỉ (Ultratip Flanders)                          | 12              |
| Bỉ (Ultratip Wallonia)                          | 15              |
| Ireland (IRMA)                                  | 11              |
| Hà Lan (Single Top 100)                         | 72              |
| Anh Quốc (OCC)                                  | 1               |

## Lịch sử phát hành
| Nước | Ngày                |
| ---- | ------------------- |
| Anh  | 16 tháng 1 năm 2006 |
| Mỹ   | 14 tháng 2 năm 2006 |